# Johan Otto Nauckhoff
Johan Otto Nauckhoff, född 1 oktober 1788, död 19 februari 1849 i Stockholm, var en svensk militär och ämbetsman, friherre vid faderns död.

## Biografi
Johan Otto Nauckhoff var son till vice amiral friherre Henrik Johan Nauckhoff och grevinnan Magdalena Sofia Wrangel af Sauss. Han skrevs om som kadett vid krigsakademien på Karlberg 1800 och utexaminerades därifrån 1804. Han blev därefter kornett vid lätta dragonregementet, sedermera livgardet till häst, löjtnant där 1808 och ryttmästare 1810. Han tog avsked med tillstånd att kvarstå såsom major i armén samma år, blev ordonnansofficer hos kronprins Karl (XIV) Johan 1812, chef för Hallands infanteribataljon 1816 och överstelöjtnant i armén 1818.
Johan Otto Nauckhoff blev adjutant hos konungen 1819 och kabinettskammarherre 1823, överste och chef för livbeväringsregementet 1824 samt konungens förste hovmarskalk 1827.
Han var landshövding i Blekinge län 1832–1847 och ordförande i Blekinge läns hushållningssällskap 1832–1843.

## Utmärkelser
- Riddare av Svärdsorden, 16 december 1814
- Sankt Vladimirs orden, 4:e klass, 24 december 1814